# Banco Popular Argentino (Anexo Casa Central)

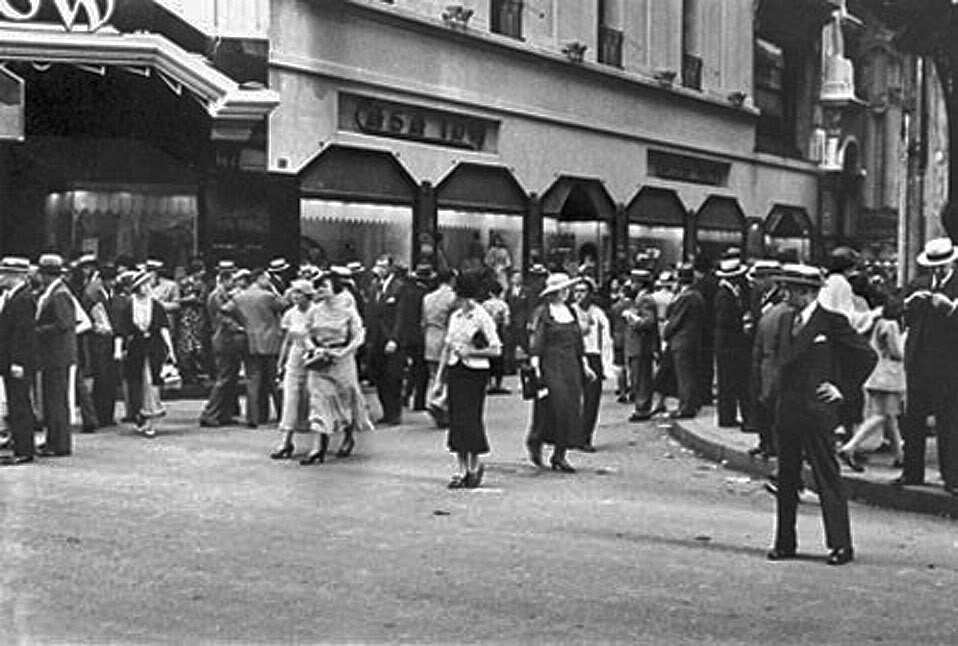
La misma esquina de Cangallo y Florida en 1936, ocupada por la Casa Tow.

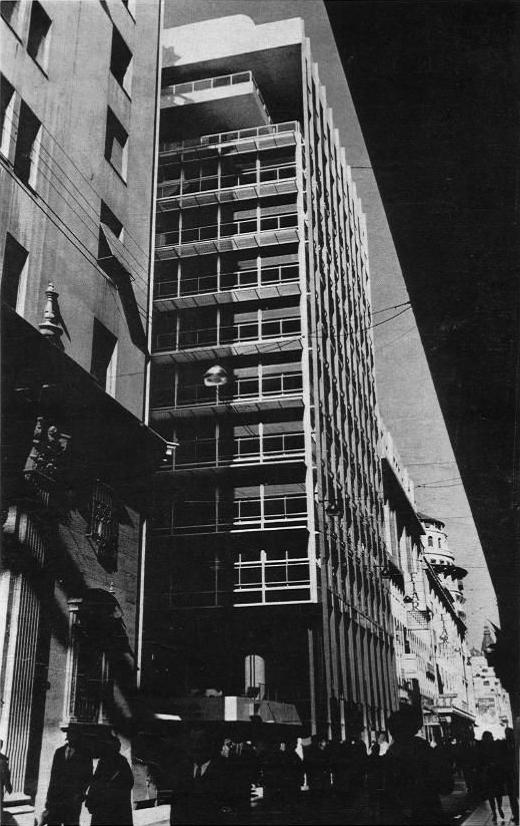
Vista parcial de la fachada (1968)

El Anexo Casa Central del Banco Popular Argentino es un edificio que se encuentra en la esquina sudeste del cruce de las calles Florida y Tte Gral. Juan D. Perón. Actualmente es ocupado por una sucursal del Citibank.
El Banco Popular Argentino (fundado en 1887) había llamado en 1925 a un concurso de proyectos para la construcción de su casa matriz. El ganador fue el de los hermanos Antonio y Alberto Vilar, y se inauguró en 1931, con una distintiva torre inspirada en La Giralda de Sevilla.
Con el crecimiento de la entidad, fue necesaria la construcción de un edificio anexo, para lo cual fue comprado el terreno enfrentado cruzando la calle Cangallo (hoy Tte Gral. Juan D. Perón). El proyecto realizado en 1960 perteneció al prolífico arquitecto Mario Roberto Álvarez y al ingeniero Roberto Migliaro, se comenzó en 1964 y se terminó en 1968.
El edificio es de estilo moderno, y consiste en una torre retirada de la línea municipal de frentes, y separada de las construcciones adyacentes. Consta de 4 subsuelos, entresuelo, planta baja, entrepiso y 11 pisos altos. Los dos salones de operaciones se ubicaron en el entresuelo y el entrepiso, cada uno con una diferencia de 3,5 metros con respecto al nivel de la planta baja.
La estructura portante del edificio, realizada en hormigón armado, se apoya solamente en dos grandes columnas, en el muro medianero y en un muro intermedio. Se instalaron 3 ascensores para acceder a todos los niveles.
La fachada vidriada fue protegida con parasoles metálicos horizontales, y a partir del 1.º piso pierde 3 metros de retiro con respecto a la línea municipal de frentes.

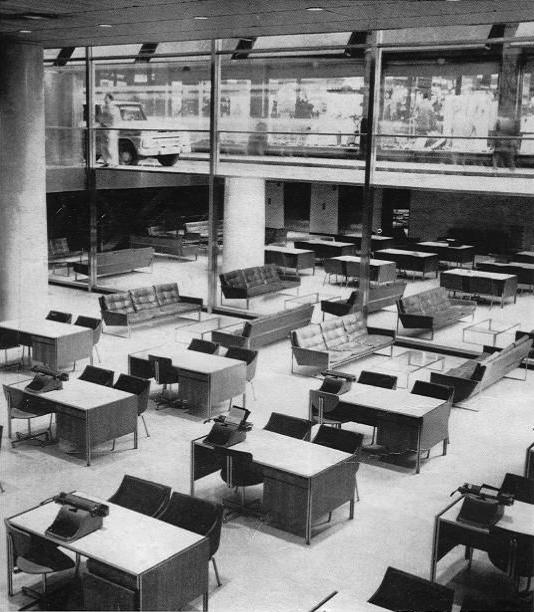
Vista del entresuelo (dactilógrafas)

La concepción del edificio consideró que solamente unas pocas plantas tenían un destino predeterminado: los subsuelos del 2.º al 4.º serían utilizados para el Tesoro y la sala de máquinas, y el 10.º piso sería el gran salón de reuniones. Todos los demás pisos eran modificables en su distribución interna, gracias al uso de mamparas para la división de ambientes. En el 9.º piso se instalaron el Directorio, la Presidencia y la Vicepresidencia. Además, se construyó un túnel que, cruzando la calle Cangallo, conectó el subsuelo del anexo con el de la Casa Central, en la vereda opuesta.
Los principales contratistas que participaron en las obras de construcción fueron: Ludovico Fusco (hormigón armado), Campi SAIC e I (carpintería metálica) Boido y Ruberti y G. Santarrosa e Hijos (carpintería de madera), Petracca e Hijos (vidrios)